# Barnyard (игра)
Barnyard («Рога и копыта») — приключенческая кроссплатформенная игра по мотивам одноимённого фильма. Игра выпущена 1 августа 2006 года на Nintendo GameCube, PlayStation 2, Game Boy Advance и PC. Версия для Wii была выпущена 19 ноября 2006 года.

## Геймплей
Игра частично связана с сюжетом мультфильма. В самом начале игроку представляется возможность создать корову. После создания персонажа можно приступать к выполнению миссий. Миссии можно получать и при помощи сотового телефона. В начале игрок может исследовать только скотный двор, но после нескольких миссий игрок получает ключ к воротам скотного двора и ключ от велосипеда. Появляется возможность исследовать другие локации. Миссии не могут быть пропущены. После прохождения игры остаётся возможность свободного перемещения по миру игры. В игре присутствует возможность стать т. н. «чемпионом амбара», для этого нужно выполнять задания, связанные со спортивной тематикой (например, игра в гольф). Также можно стать «животным вечеринки» если покупать у сусликов предметы и изменять сарай.

## Оценки критиков
| Сводный рейтинг | Сводный рейтинг | Сводный рейтинг | Сводный рейтинг |
| Издание         | Оценка          | Оценка          | Оценка          |
| Издание         | GC              | PS2             | Wii             |
| --------------- | --------------- | --------------- | --------------- |
| GameRankings    | 62,73 %         | 63,19 %         | 67,14 %         |

На сайте GameRankings с учётом нескольких рецензий оценки игры варьируются от 63,19 % для версии PS2 до 69,00 % для версии PC. На сайте AG.ru игра имеет оценку 70 %.